# Paul Belmondo
Paul Belmondo (ur. 23 kwietnia 1963 w Boulogne-Billancourt) – były francuski kierowca wyścigowy, syn aktora Jeana-Paula Belmondo.

## Kariera
W 1987 roku Belmondo przedsięwziął starty w Formule 3, a następnie w Formule 3000, jednak nie osiągał w nich żadnych sukcesów. Mimo to w 1992 roku dołączył do zespołu Formuły 1 March – był tzw. pay driverem, jako że o jego zatrudnieniu zadecydowały pieniądze, jakie przekazał zespołowi. Francuski kierowca zakwalifikował się jedynie do pięciu wyścigów (zajął m.in. dziewiąte miejsce w Grand Prix Węgier), jednakże do pozostałych sześciu – nie, wskutek czego został po Grand Prix Węgier zwolniony. W roku 1994 startował dla zespołu Pacific, ponownie w charakterze pay driver. Zakwalifikował się jedynie do dwóch wyścigów (których nie ukończył), a w pozostałych czternastu nie stanął na starcie. Po roku 1994 zrezygnował z Formuły 1 na rzecz serii GT, w której startował Chryslerem Viperem GTS-R. W barwach własnego zespołu, Paul Belmondo Racing, startował w seriach FIA GT Championship oraz Le Mans Endurance Series, jednakże bez żadnych sukcesów.

## Wyniki w Formule 1
| Rok  | Zespół             | Samochód     | Silnik    | 1      | 2      | 3      | 4      | 5      | 6      | 7      | 8      | 9      | 10     | 11     | 12     | 13     | 14     | 15     | 16     | Msc. | Pkt. |
| ---- | ------------------ | ------------ | --------- | ------ | ------ | ------ | ------ | ------ | ------ | ------ | ------ | ------ | ------ | ------ | ------ | ------ | ------ | ------ | ------ | ---- | ---- |
| 1992 | March F1           | March CG911  | Ilmor V10 | ZAF NZ | MEX NZ | BRA NZ | ESP 12 | SMR 13 | MCO NZ | CND 14 | FRA NZ | GBR NZ | DEU 13 | HUN 9  | BEL    | ITA    | POR    | JPN    | AUS    | –    | 0    |
| 1994 | Pacific Grand Prix | Pacific PR01 | Ilmor V10 | BRA NZ | PAC NZ | SMR NZ | MCO NU | ESP NU | CND NZ | FRA NZ | GBR NZ | DEU NZ | HUN NZ | BEL NZ | ITA NZ | POR NZ | EUR NZ | JPN NZ | AUS NZ | NS   | 0    |